# Замјеник реис-ул-улеме Исламске заједнице у Босни и Херцеговини
Замјеник реис-ул-улеме, или наибу-реис, титула је улеме који помаже у раду и мијења у одсуству и спријечености реис-ул-улеме Исламске заједнице у Босни и Херцеговини (ИЗБиХ). Функција је званично уведена 1947, за вријеме реис-ул-улеме Ибрахима Фејића.
Тренутни замјеник реис-ул-улеме је ефендија Енес Љеваковић.

## Списак
| Бр. | Име                                     | Почетак | Крај     | Напомена                  |
| --- | --------------------------------------- | ------- | -------- | ------------------------- |
| 1.  | еф. Ахмед Муниб Коркут (?—1925)         | 1909.   | 1910.    |                           |
| 2.  | хфз. еф. Мехмед Теуфик Окић (1870—1932) | 1912.   | 1914.    |                           |
| 3.  | еф. Салих Сафвет Башић (1886—1948)      | 1936.   | 1938.    |                           |
| (3) | еф. Салих Сафвет Башић (1886—1948)      | 1942.   | 1947.    |                           |
| 4.  | еф. Мурад Шећерагић (1882—1979)         | 1947.   | 1961.    |                           |
| 5.  | еф. Ферхат Шета                         | 1987.   | 1987.    |                           |
| 6.  | еф. Јакуб Селимовски (1946—2013)        | 1989.   | 1991.    | реис-ул-улема (1991—1993) |
| 7.  | еф. Мустафа Церић (р. 1952)             | 1993.   | 1998.    | реис-ул-улема (1998—2012) |
| 8.  | хфз. еф. Исмет Спахић (1940—2024)       | 1998.   | 2012.    |                           |
| 9.  | еф. Хусеин Смајић (р. 1952)             | 2012.   | 2019.    |                           |
| 10. | еф. Енес Љеваковић (р. 1959)            | 2019.   | Тренутно |                           |